# Andrea Prandstraller
Andrea Prandstraller (* 20. Mai 1959 in Padua) ist ein italienischer Dokumentarfilmer und Filmregisseur.

## Leben
Prandstraller studierte an der Universität Bologna D.A.M.S. und erreichte 1981 seinen Abschluss in Filmgeschichte. Ab dem Folgejahr war er für ein Dutzend Jahre als Regieassistent auch für diverse bedeutende Regisseure, u. a. Francesco Rosi und Carlo Lizzani. Ab 1987 zeichnete er für verschiedene Kurzfilme und zahlreiche aktuelle Dokumentationen und Features für RAI 3, RAI Sat Arte, History Channel und National Geographic verantwortlich. Für Episodenfilme (De Generazione und Intollerance) steuerte er zwei Spielfilmsegmente bei. Prandstrallers Drehbuch zu Nudi alla meta erhielt 2007 den Premio Solinas ex aequo mit Marco Pettenello. Weitere Dokumentationen folgten auch im neuen Jahrtausend.

## Filmografie (Auswahl)
- 1994: De Generazione (eine Episode)
- 1996: Intollerance (eine Episode)
- 1999: Ultimo metro
- 2010: Tödlicher Staub – Der Turiner Asbest-Prozess (Polvere) (Dokumentarfilm)